# 율리야 갈리셰바
율리야 예브게니예브나 갈리셰바(러시아어: Ю́лия Евге́ньевна Га́лышева, 1992년 10월 23일~)는 카자흐스탄의 프리스타일 스키 선수로 주 종목은 모굴이다. 아시안 게임에서 금메달 3개, 은메달 1개를 획득하였고, 2018년 동계 올림픽에서 동메달을 획득하여 카자흐스탄 최초의 올림픽 프리스타일 스키 메달을 획득하였다.